# الوقيعين (بني العوام)

تعديل مصدري - تعديل

الوقيعين هي إحدى قرى عزلة قطعة الصرابي بمديرية بني العوام التابعة لمحافظة حجة، بلغ تعداد سكانها 26 نسمة حسب تعداد اليمن لعام 2004.